# Communauté de communes du pays de Brisach
La communauté de communes du pays de Brisach est une ancienne communauté de communes du département du Haut-Rhin et de la région Grand Est.
La communauté de communes du pays de Brisach est une instance de coopération entre plusieurs communes ; chacune d’entre elles est représentée par un ou plusieurs délégués. 
En 1964, SIVOM avec cinq communes qui se regroupent dans le contexte de l’industrialisation de la bande rhénane, c'est aujourd'hui une Communauté de Communes qui gère aussi bien l’assainissement, la protection de l’environnement, les animations sportives et culturelles, l’accueil de la petite enfance, ou encore la promotion du tourisme.

## La Communauté de Communes

### Présentation

#### Historique

Logotype du SIVOM du pays de Brisach

En 1959, les travaux du grand canal d'Alsace se terminent. À la même période, une usine hydroélectrique se crée à Vogelgrun alors que Biesheim, Kunheim et Volgelsheim accueillent une zone industrielle et portuaire. En 1964, création du SIVOM du pays de Brisach regroupant Biesheim, Kunheim, Neuf-Brisach, Vogelgrun et Volgelsheim. Le SIVOM prend deux ans plus tard la dénomination de SIVOM Hardt Nord. C'est le début de la collecte et du traitement des déchets. En 1967 a lieu l'extension du territoire avec l’adhésion d’Algolsheim, Balgau, Dessenheim, Heiteren, Hettenschlag, Nambsheim, Obersaasheim, Weckolsheim et Wolfgantzen. De 1967 à 1970 les actions se concentrent sur la construction du collège de Volgelsheim, l'ouverture du camping de l’Ile du Rhin et le démarrage des travaux du Bourg Vauban à Volgelsheim. 1971 : adhésion de la commune d’Appenwihr. 1974 : ouverture de la piscine de l’Ile du Rhin. 1976 : création de la zone d’activités regroupant Balgau, Nambsheim, Heiteren, Geiswasser. Construction du groupe scolaire « La Hardt » et des classes de soutien intercommunales à Volgelsheim. 1978 : reprise de l’école de musique intercommunale.
En 1990 a lieu l'installation des services du SIVOM dans les locaux du siège actuel à Volgelsheim et la mise en place du tri sélectif. La création d’INFOBEST date de 1996. Dans les années suivantes sont réalisés l'ouverture de la crèche « Les Harzalas » à Volgelsheim, la reprise de la halte d’enfants de Kunheim, la modernisation et extension de la piscine qui prend le nom de SIRENIA, la décision de mettre en place le Système d’Information Géographique (SIG) et l'élaboration de la charte intercommunale de développement en 2004. Après l'adhésion de la commune de Geiswasser et de Logelheim suivent les adhésions de Widensolen en 2000, et d’Artzenheim, Baltzenheim, Durrenentzen et Urschenheim en 2006, ce qui étend le territoire du SIVOM à 22 communes, lequel prend sa nouvelle dénomination « SIVOM du pays de Brisach ». En 2009 a lieu la transformation du SIVOM en Communauté de Communes du pays de Brisach par arrêté préfectoral du 17 décembre 2009, avec seulement 21 de ses 22 communes membres, la commune de Balgau, déjà membre de la communauté de communes Essor du Rhin.
Elle fusionne avec la communauté de communes Essor du Rhin pour former la communauté de communes Pays Rhin-Brisach au 1er janvier 2017.

#### Fonctionnement
La communauté de communes du pays de Brisach réunit 22 communes.
Lors des élections municipales, les électeurs élisent les conseillers municipaux de leur commune. Le conseil municipal élit ensuite le maire et les adjoints, mais également un ou plusieurs délégués pour représenter la commune à la Communauté de Communes. 
L’ensemble des 54 délégués ainsi élus forment le conseil communautaire de la Communauté de Communes. Le conseil communautaire élit le président et les vice-présidents de la Communauté de Communes. Il oriente l'action des services, définit leur évolution, vote le budget. Il constitue des groupes de travail, les commissions, qui préparent les décisions présentées au conseil communautaire.

### Communes membres
Le SIVOM regroupait en 2009 les 22 communes suivantes :
| Nom                 | Code Insee | Gentilé          | Superficie (km2) | Population (dernière pop. légale) | Densité (hab./km2) |
| ------------------- | ---------- | ---------------- | ---------------- | --------------------------------- | ------------------ |
| Volgelsheim (siège) | 68352      | Volgelsheimois   | 8,64             | 2 380 (2014)                      | 275                |
| Algolsheim          | 68001      | Algolsheimois    | 7,22             | 1 153 (2014)                      | 160                |
| Appenwihr           | 68008      | Appenwihriens    | 7,72             | 596 (2014)                        | 77                 |
| Artzenheim          | 68009      | Artzenheimois    | 9,69             | 822 (2014)                        | 85                 |
| Baltzenheim         | 68019      | Baltzenheimois   | 6,52             | 583 (2014)                        | 89                 |
| Biesheim            | 68036      | Biesheimois      | 16,55            | 2 533 (2014)                      | 153                |
| Balgau              | 68016      | Balgauviens      | 9,49             | 954 (2014)                        | 101                |
| Dessenheim          | 68069      | Dessenheimois    | 19,16            | 1 321 (2014)                      | 69                 |
| Durrenentzen        | 68076      | Durrenentzeniens | 6,22             | 890 (2014)                        | 143                |
| Geiswasser          | 68104      |                  | 8,24             | 322 (2014)                        | 39                 |
| Heiteren            | 68130      |                  | 22,40            | 1 044 (2014)                      | 47                 |
| Hettenschlag        | 68136      |                  | 7,71             | 340 (2014)                        | 44                 |
| Kunheim             | 68172      | Kunheimois       | 11,75            | 1 777 (2014)                      | 151                |
| Logelheim           | 68189      | Logelheimois     | 4,33             | 834 (2014)                        | 193                |
| Nambsheim           | 68230      | Nambsheimois     | 10,03            | 602 (2014)                        | 60                 |
| Neuf-Brisach        | 68231      | Néo-Brisaciens   | 1,33             | 1 950 (2014)                      | 1 466              |
| Obersaasheim        | 68246      | Obersaasheimois  | 12,88            | 1 022 (2014)                      | 79                 |
| Urschenheim         | 68345      | Urschenheimois   | 6,42             | 714 (2014)                        | 111                |
| Vogelgrun           | 68351      | Vogelgrunois     | 5,03             | 672 (2014)                        | 134                |
| Weckolsheim         | 68360      |                  | 6,93             | 628 (2014)                        | 91                 |
| Widensolen          | 68367      |                  | 10,67            | 1 197 (2014)                      | 112                |
| Wolfgantzen         | 68379      |                  | 9,38             | 1 037 (2014)                      | 111                |

### Compétences
Depuis 1966, où la principale mission du pays de Brisach était la collecte et le traitement des déchets, son champ d’action s’est largement développé. En effet, celui-ci s’étend aujourd’hui de l’aménagement de l’espace au développement économique, à la construction, l’entretien et le fonctionnement d’équipements, en passant par la politique du logement et du cadre de vie, la protection et mise en valeur de l’environnement ou encore les services à la population et aux communes.
Toutes ses compétences sont inscrites dans les statuts de la Communauté de Communes.

## Développement économique
Dès sa création, dans un contexte de développement industriel et urbain mais également à la suite de la construction du Grand Canal d’Alsace, la communauté de communes du pays de Brisach a mis en place des actions et des partenariats avec les acteurs de son territoire. 

Elle est membre du Port Rhtrénan et du grand pays de Colmar. 

Elle coopère à de nombreux dossiers avec la ville de Breisach-am-Rhein, en particulier dans le domaine du tourisme et des loisirs. 

### Tourisme
L’une des compétences de la communauté de communes du pays de Brisach est la promotion du tourisme. Pour y répondre, il a créé l'Office de Tourisme du pays de Brisach.
L'action de l'Office de Tourisme s'étend sur l'ensemble du territoire du pays de Brisach, mais aussi de la Communauté de communes Essor du Rhin, de la Communauté de communes du Pays du Ried Brun, de la Commune d'Ottmarsheim et de la Commune de Jebsheim. Toutes ces collectivités sont des partenaires et financent son fonctionnement.
L'Office de Tourisme du pays de Brisach, professionnel du tourisme, a pour missions l’animation et la promotion touristiques sur son territoire de compétence, mais aussi d’accueillir les touristes et la population locale. Quatre Points I, services décentralisés de I'Office de Tourisme implantés à Neuf-Brisach sur la Place d'Armes, à Fessenheim dans les locaux de la Communauté de communes Essor du Rhin, à Vogelgrun au passage du Rhin et à Biesheim au Capitole, sont chargés de l'accueil des touristes. Le fonctionnement des Points I est à la charge des collectivités d'implantation.
Le bassin de vie du pays de Brisach présente de nombreux atouts que la Communauté de Communes compte mettre en avant pour y développer le tourisme : bonne desserte routière et proximité de Colmar et Fribourg, espaces naturels préservés, relief qui se prête au cyclotourisme, patrimoine industriel, historique et culturel… Les remparts de Neuf-Brisach et le musée Vauban attirent déjà chaque année des milliers de touristes et des animations se sont développées depuis plusieurs années (visites théâtralisées, Noël 1700, …). L’inscription au patrimoine mondial de l’humanité de l’UNESCO en juillet 2008 offre une chance et un défi pour Neuf-Brisach, mais cela doit surtout devenir un levier de développement touristique pour tout le secteur.
L’accueil touristique existe mais peut encore se développer, avec une capacité d’accueil de près de 2000 lits, 4 campings dont un 4 étoiles et une dizaine d’hôtels.
L’animation est un point fort du bassin de vie de Neuf-Brisach, avec environ 300 associations présentes sur le territoire et des événements locaux importants (Musicales du Rhin, Ile aux Enfants, fête du potiron à Logelheim, concours hippiques sur l’île du Rhin.

#### Tourisme durable
Le tourisme durable est défini comme étant « toute forme de développement, aménagement ou activité touristique qui respecte et préserve à long terme les ressources naturelles, culturelles et sociales, et contribue de manière positive et équitable au développement économique et à l’épanouissement des individus qui vivent, travaillent ou séjournent dans les espaces protégés. » (Extrait du site internet de l’association Rhin vivant)
La volonté de développer une politique de tourisme durable sur le territoire du pays de Brisach repose sur les axes suivants : sensibiliser les acteurs du tourisme à l’environnement (action de Rhin Vivant), tirer parti de l’inscription de Neuf-Brisach au patrimoine mondial pour en faire un vecteur de développement pour tout notre bassin de vie, valoriser les espaces naturels par l’aménagement de sentiers et de pistes cyclables mais aussi par des animations nature, développer les services et les animations pour inciter les visiteurs à séjourner sur notre territoire et prolonger les séjours, valoriser l’île du Rhin par un projet global de développement touristique, poursuivre la coopération avec nos voisins allemands pour le développement touristique de toute notre région transfrontalière (le pays de Brisach et la ville de Breisach).

#### Camping
L’une des premières missions qui furent à l’origine de la création du SIVOM du pays de Brisach était l’aménagement et la gestion d’une « zone touristique » sur l’Ile du Rhin (entre le Rhin et le Grand Canal d’Alsace) : camping, piscine, espaces verts. Depuis la création du camping intercommunal de l’île du Rhin en 1969, celui-ci est géré en régie par le SIVOM, depuis décembre 2009 communauté de communes du pays de Brisach. Ce camping est situé sur la commune de Biesheim, à mi-chemin entre Colmar et Fribourg (Allemagne), à 70 km au Sud de Strasbourg et à 50 km au Nord de Bâle. Il est classé 4 étoiles et s’étend sur 3 hectares avec accès gratuit à la piscine publique intercommunale, située à proximité du camping.